# Partido Humanista (Argentina)
El Partido Humanista es un partido político de Argentina con personería jurídica en Córdoba y La Pampa, fundado en 1984. Reúne a los seguidores del Humanismo Universalista de la Argentina. Se declara de izquierda no marxista. No obstante está integrado por personas con diferentes ideas, extracciones sociales, creencias y religiones.

## Historia

### Fundación
El Partido Humanista forma parte del Movimiento Humanista que surgió el 4 de mayo de 1969 con una exposición pública de su fundador, Mario Rodríguez, conocido como Silo. Esta exposición fue conocida como “La Arenga de la Curación del Sufrimiento”; dada en un paraje de la Cordillera de los Andes llamado Punta de Vacas, cerca de la frontera entre Argentina y Chile.
Fundado el 8 de marzo de 1984 y reconocido el 14 de agosto de 1985. Fundado por la Secretaría de Asuntos Sociales y Políticos de la Comunidad para el Desarrollo Humano, integrada por Luis Bernardo Milani, Alejo José Croce y Luis Alberto Ammann.
A ellos se sumaron otros partícipes de la Comunidad: Jorge Daniel D'Alessio, Liliana Beatriz Ambrosio, Nélida Ester Rey, Lía Méndez, Guillermo Alejandro Sullings, Alicia del Carmen Blanco, Alicia Ordóñez, Daniel Milani, Eduardo Montes, Roberto Kohanoff.

### Años 2000 y 2010
- En las elecciones legislativas del 23 de octubre de 2005 obtuvo el 1,75% de los votos (100.000 votos)
- El Consejo Nacional del Partido Humanista se reunió el 8 y 9 de diciembre de 2006, en la ciudad de Concordia. Allí se acuerda la línea política, el programa y el binomio presidencial. El jueves 14 de diciembre a las 11:30 en el Hotel Cooperativo B.A.U.E.N., se hace el anuncio de la dupla presidencial: Luis Alberto Ammann y Alicia Blanco, pero en 2007 conforma un frente con el Partido Comunista y la fórmula presidencial termina siendo Luis Alberto Ammann (Humanista) y Rogelio De Leonardi (Comunista).
- Durante el gobierno de la presidenta Cristina Fernández el PH apoyó algunas de sus medidas, como la política de retenciones móviles al sector agro-ganadero, la reestatización de los fondos previsionales, la integración latinoamericana y la Ley de Servicios de Comunicación Audiovisual. A partir del año 2011 el Partido Humanista de Argentina integró el Frente para la Victoria.[6]
- En los comicios de 2015 en la Ciudad de Buenos Aires se presentó con lista propia pero a nivel nacional y en el resto de las Provincias integra el Frente para la Victoria.
- En 2023 forma parte de la Coalición Paz, Democracia y Soberanía apoyando presidencialmente a Mempo Giardinelli

## Elecciones

### Frentes y Acuerdos electorales
- 1987: Frente Amplio de Liberación, con el Partido Comunista, Partido Humanista y Partido Verde Ecologista Pacifista.
- 1989: Frente Humanista Verde: Partido Humanista – Partido Verde Ecologista Pacifista
- 1991: Frente Democrático Justicia Social, FREDEJUSO
- 1992: Frente Sur: Partido Comunista, Partido Intransigente, EP y Fredejuso.
- 1994: Fusión Partido Humanista y Partido Verde Ecologista Pacifista (de Lía Méndez)
- 2007: Frente Amplio Latinoamericano (FRAL), con el Partido Comunista
- 2009: Nuevo Encuentro (en Bs. As.) y Encuentro Popular para la Victoria (Cap. Fed.)
- 2011 al 2015: Frente para la Victoria[6]
- 2023: Coalición Paz, Democracia y Soberanía (de Mempo Giardinelli)

### Desempeño electoral
- Gobernador de Buenos Aires 6 de septiembre de 1987, integrados al FRAL: Frente Amplio de Liberación
- Gobernador de Buenos Aires 8 de septiembre de 1991, integrados en el FREJUSO: Frente por la Justicia Social.
- Gobernador de Buenos Aires 14 de mayo de 1995, 12516 votos, 0,19%, el 11° de 15 candidaturas.
- Gobernador de Buenos Aires 24 de octubre de 1999 José Luis Siddi - Sandra Caprara 48952 votos, el 0,68% de los votos, 4° lugar de 8 candidatos.
- En el 2000 Lía Méndez es electa Diputada de la Ciudad de Buenos Aires con el 2.85% de los votos.
- En 2001 realiza su mejor elección en la Ciudad de Buenos Aires para Diputados Nacionales alcanza el 5.15% de los sufragios y se quedó a un paso Lía Méndez de ser electa.
- En 2003 la legisladora es candidata a Presidenta y en la Provincia para Gobernador de Buenos Aires Sandra Caprara forma dupla con Julia Peralta obteniendo 95055 votos, el 1,61% de los votos, 8° lugar de 18 candidatos.
- En 2005 se atomizan las elecciones y el PH pierde la representación en la Legislatura. Tanto en la Ciudad Autónoma de Buenos Aires como en la Provincia de Buenos Aires no superó el 1.5%
- En 2007 forma el FRAL que lleva como candidato a Presidente de la Nación a Luis Alberto Ammann, junto con el Partido Comunista de Argentina, pero no supieron convencer al electorado y solo obtuvieron el 0.75%
- En 2009 llega el acuerdo con el Frente para la Victoria en Capital Federal, donde Lía Méndez fue en la lista de Carlos Heller obteniendo el 11.68%. En cambio, en la Provincia el PH acompañó a Martín Sabbatella, quien sacó el 5,6% de los votos.
- En 2011 integra el Frente para la Victoria, presentándose Lía Méndez como candidata a Legisladora Porteña en las elecciones del mes de julio. La lista de legisladores obtiene el 14,06%, pero la representante del Partido Humanista no logró acceder a la banca en la Legislatura[6][7]
- En 2015 integra el Frente para la Victoria, en la ciudad de Santa Rosa (La Pampa) obtiene una banca en el Concejo Deliberante[8] ingresando como Concejal Alba Fernández.[9] Presentó candidatos propios para jefe de gobierno y legisladores en CABA, pero no pudo superar las PASO.
- En 2017 se presenta en las Elecciones Legislativas de la Ciudad de Buenos Aires y la Provincia de Buenos Aires. En la Capital Federal, encabeza la lista de candidatos a Diputados Nacionales el abogado y periodista Pablo Baqué.[10] En la Provincia de Buenos Aires, encabeza la lista de senadores Viviana Araujo, docente de psicología social en la Universidad Nacional de Quilmes, y la lista de diputados Guillermo Ciliselli, empleado del departamento judicial de Quilmes. Ningún candidato obtuvo suficientes votos en las elecciones primarias, abiertas, simultáneas y obligatorias (PASO) para poder participar en la elección general.

### Elección Presidencial
|  | 0,25 % |

|  | 0.18 % |

|  | 0.70 % |

|  | 0.55 % |

|  | 0.37 % |

|  | 54,11 % |

|  | 37,08 % |

|  | 48,66 % |

|  | 0,10 % |

## Secretarios generales
| N.º | Secretario           | Secretario               | Mandato | Mandato |
| N.º | Secretario           | Secretario               | Inicio  | Fin     |
| --- | -------------------- | ------------------------ | ------- | ------- |
| 1   | Bandera de Argentina | Luis Alberto Ammann      | 1984    | 1994    |
| 2   | Bandera de Argentina | Lía Méndez               | 1994    | 2001    |
| 3   | Bandera de Argentina | Luis Alberto Ammann      | 2001    | 2003    |
| 4   | Bandera de Argentina | Silvia Susana Gómez      | 2003    | 2005    |
| 5   | Bandera de Argentina | Luis Bernardo Milani     | 2006    | 2008    |
| 6   | Bandera de Argentina | Claudia Alejandra Neva   | 2008    | 2010    |
| 7   | Bandera de Argentina | Bernardita Zalisñak      | 2010    | 2012    |
| 8   | Bandera de Argentina | Esther Sosa              | 2012    | 2014    |
| 9   | Bandera de Argentina | Federico Costabel        | 2014    | 2016    |
| 10  | Bandera de Argentina | Gustavo Viglieca         | 2016    | 2018    |
| 11  | Bandera de Argentina | Alberto Ismael Liforena  | 2018    | 2020    |
| 12  | Bandera de Argentina | Alberto Ismael Liforena  | 2020    | 2022    |
| 13  | Bandera de Argentina | Fernando Adrián Schüle   | 2022    | 2024    |
| 14  | Bandera de Argentina | Liliana Beatriz Ambrosio | 2024    | 2026    |